# Emmanuelle in Space
Emmanuelle in Space (en castellano Emmanuelle en el espacio) fue una serie de televisión estadounidense de 1994, basada en el personaje de la novela Emmanuelle, creado por la escritora Emmanuelle Arsan en los años 1960, protagonizada por Krista Allen y Paul Michael Robinson. Fue producida por Alain Siritzky.

## Sinopsis

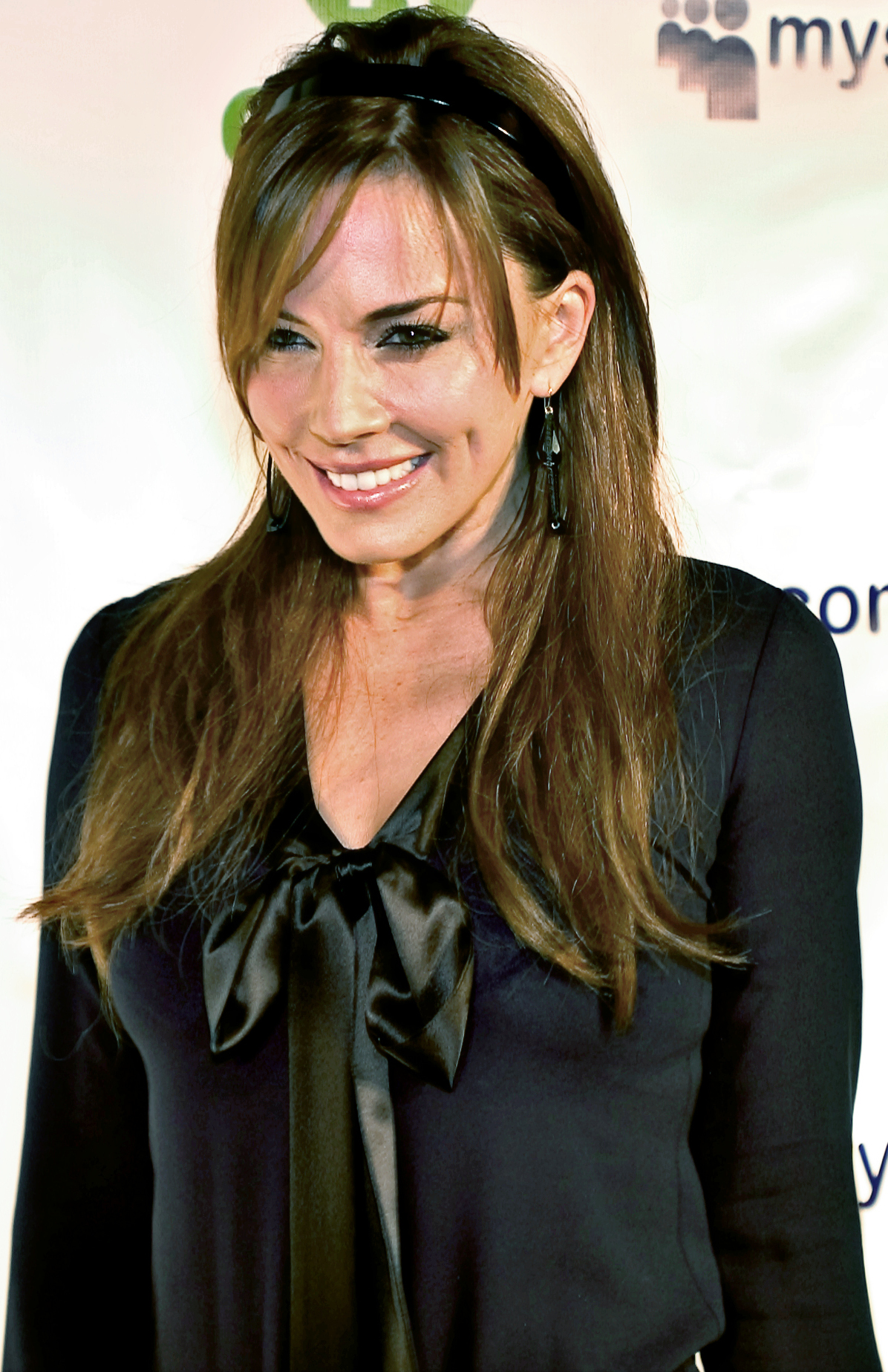
Krista Allen, protagonista de la serie.

La tripulación de una nave alienígena, comandada por el Capitán Haffron Williams (Paul Michael Robinson), descubren a Emmanuelle (Krista Allen), una hermosa joven que les llevará a descubrir todos los secretos de la sexualidad y el erotismo en el planeta Tierra.

## Reparto
- Krista Allen como Emmanuelle.
- Paul Michael Robinson como el Capitán Haffron Williams.

## Episodios
- Emmanuelle, Queen of the Galaxy (1994)
- Emmanuelle 2: A World of Desire (1994)
- Emmanuelle 3: A Lesson in Love (1994)
- Emmanuelle 4: Concealed Fantasy (1994)
- Emmanuelle 5: A Time to Dream (1994)
- Emmanuelle 6: One Final Fling (1994)
- Emmanuelle 7: The Meaning of Love (1994)